# Sextus Aurelius
Sextus Aurelius war ein antiker römischer Goldschmied, der im 1. Jahrhundert in Nîmes tätig war. Er ist nur von seiner in Nîmes gefundenen Grabinschrift bekannt, die ihn als aurifex, Goldschmied, bezeichnet. Erhaltene Werke können mit ihm nicht verbunden werden.